# Fussballclub Blau-Weiß Linz 2010-2011

## Organico

### Staff tecnico
| Allenatore:              | Gerald Perzy        |
| Allenatore in seconda:   | Zeljko Banjać       |
| Allenatore dei portieri: | Didi Derflinger     |
| Team manager:            | Helmuth Klaffenböck |

### Rosa
Aggiornata al 25 giugno 2011.
| N. |                                 | Ruolo | Calciatore        |
| -- | ------------------------------- | ----- | ----------------- |
| 1  | Austria (bandiera)              | P     | David Wimleitner  |
| 2  | Bosnia ed Erzegovina (bandiera) | D     | Danilo Duvnjak    |
| 4  | Nigeria (bandiera)              | D     | Torsten Knabel    |
| 7  | Polonia (bandiera)              | A     | Daniel Makowski   |
| 8  | Austria (bandiera)              | C     | Ali Hamdemir      |
| 9  | Austria (bandiera)              | A     | Liridon Abdullahu |
| 10 | Bulgaria (bandiera)             | C     | Svetozar Nikolov  |
| 11 | Austria (bandiera)              | C     | Daniel Milojević  |
| 12 | Bosnia ed Erzegovina (bandiera) | C     | Jovica Sormaz     |
| 13 | Austria (bandiera)              | C     | Jan Kollmann      |

| N. |                    | Ruolo | Calciatore          |
| -- | ------------------ | ----- | ------------------- |
| 14 | Austria (bandiera) | C     | Max Babler          |
| 16 | Austria (bandiera) | D     | Ernst-Marco Koll    |
| 17 | Austria (bandiera) | D     | Boris Arapović      |
| 18 | Austria (bandiera) | A     | Dino Medjedović     |
| 19 | Austria (bandiera) | C     | Manuel Hartl        |
| 20 | Austria (bandiera) | D     | Stefan Rabl         |
| 21 | Austria (bandiera) | C     | Konstantin Wawra    |
| 11 | Austria (bandiera) | A     | Harun Sulimani      |
| 24 | Austria (bandiera) | P     | Stefan Stichlberger |